# Agmatine
L’agmatine est un métabolite résultant de la décarboxylation de l'arginine et un intermédiaire de la biosynthèse des polyamines. Sa fonction de neurotransmetteur est encore discutée. Elle se lie aux récepteurs adrénergiques α2 ainsi qu'aux récepteurs de l'imidazoline et bloque les récepteurs NMDA de même que les autres récepteurs ionotropes cationiques. Elle inhibe l'oxyde nitrique synthase et stimule la libération d'hormones peptidiques.